# Club Voleibol Teruel
Il Club Voleibol Teruel è una società pallavolistica spagnola, con sede a Teruel, in Aragona.

## Storia
Fondato nel 1991, il club s'impone immediatamente a livello regionale con la squadra giovanile, per poi scalare le categorie minori del campionato spagnolo con la prima squadra. Nel 2004 acquista il diritto per giocare in Superliga 2, campionato che vince nel 2006. Particolarmente importante per la squadra è il patrocinio delle agenzie assicurative Caja Inmaculada-CAI.
Alla terza stagione in Superliga, nel 2009, la giovane formazione aragonese vince il primo titolo nazionale della sua storia. All'inizio del campionato si impone in Supercoppa contro il Club Voleibol Pòrtol e nel corso della stagione disputa la sua prima finale di Coppa del Re, poi persa contro l'Unicaja Almería.

## Rosa 2018-2019
| N° | Nome                | Ruolo | Data di nascita   | Nazionalità sportiva |
| -- | ------------------- | ----- | ----------------- | -------------------- |
| 1  | Balša Radunović     | S     | 12 agosto 1992    | Montenegro           |
| 3  | Víctor Rodríguez    | C     | 21 settembre 1998 | Spagna               |
| 6  | Máximo Torcello     | S     | 31 marzo 1981     | Argentina            |
| 7  | Miquel Ángel Fornés | C     | 3 settembre 1993  | Spagna               |
| 8  | Milan Jovanović     | P     | 8 agosto 1996     | Spagna               |
| 9  | Pablo Bugallo       | C     | 20 novembre 1991  | Spagna               |
| 10 | Pedro Rangel        | P     | 16 settembre 1988 | Messico              |
| 11 | Augusto Colito      | O     | 23 gennaio 1997   | Spagna               |
| 13 | Andrés Villena      | O     | 27 febbraio 1993  | Spagna               |
| 14 | José Cabrera        | C     | 30 maggio 1992    | Spagna               |
| 18 | Aharon Gámiz        | L     | 13 maggio 1989    | Spagna               |
| 21 | Thomas Ereu         | S     | 25 ottobre 1979   | Venezuela            |

## Palmarès
- Campionato spagnolo: 7

2008-09, 2009-10, 2010-11, 2011-12, 2013-14, 2017-18, 2018-19
- Coppa del Re: 6

2010-11, 2011-12, 2012-13, 2014-15, 2017-18, 2019-20
- Supercoppa spagnola: 9

2009, 2012, 2013, 2014, 2016, 2017, 2018, 2019, 2020